# Немачка на Светском првенству у атлетици на отвореном 2022.
Немачка је на 18. Светском првенству у атлетици на отвореном 2022. одржаном у Јуџину од 15. до 25. јула учествовала шеснаести пут под овим именом, односно учествовала је на свим првенствима од Светског првенства 1991. у Токију до данас. Репрезентацију Немачке је представљало 72 такмичара (37 мушкараца и 35 жена) у 40 дисциплина (20 мушких, 19 женских и 1 мешовита).,
На овом првенству Немачка је освојила 2 медаље (1 златна и 1 бронзана). Овим успехом Немачка атлетска репрезентација је у укупном пласману делила 19 место. У табели успешности према броју и пласману такмичара који су учествовали у финалним такмичењима (првих 8 такмичара) Немачка је са 7 финалиста делила 14. место са освојених 32 бода.
| Плас. | Земља   | 1. место | 2. место | 3. место | 4. место | 5. место | 6. место | 7. место | 8. место | Бр. финал. | Бод. |
| ----- | ------- | -------- | -------- | -------- | -------- | -------- | -------- | -------- | -------- | ---------- | ---- |
| =7.   | Немачка | 1        | 0        | 1        | 1        | 2        | 1        | 1        | 0        | 7          | 32   |

## Учесници
| Мушкарци: - Јулиан Вагнер — 100 м - Овен Ансах — 200 м, 4×100 м - Марк Ројтер — 800 м - Кристоф Кеслер — 1.500 м - Сем Парсонс — 5.000 м - Максимилијан Торвирт — 5.000 м - Мохамед Мохумед — 5.000 м - Том Грешел — Маратон - Грегор Трабер — 110 м препоне - Карл Бебендорф — 3.000 м препреке - Фредерик Роберт — 3.000 м препреке - Кевин Кранц — 4×100 м - Јосхуа Хартман — 4×100 м - Лукас Анса Пепра — 4×100 м - Марвин Шлегел — 4×400 м, 4х400 м (м+ж) - Мануел Сандерс — 4×400 м - Марк Кох — 4×400 м - Патрик Шнајдер — 4×400 м, 4х400 м (м+ж) - Кристофер Линке — 20 км ходање - Карл Јунгханс — 35 км ходање - Карл Доман — 35 км ходање - Матеуш Пжибилко — Скок увис - Тобијас Поти — Скок увис - Олег Церникел — Скок мотком - Бо Канда Лита Бахре — Скок мотком - Торбен Блех — Скок мотком - Макс Хес — Троскок - Симон Бакер — Бацање кугле - Мартин Вириг — Бацање диска - Хенрик Јансен — Бацање диска - Торбен Брант — Бацање диска - Тристан Швандке — Бацање кладива - Јулиан Вебер — Бацање копља - Андреас Хофман — Бацање копља - Никлас Каул — Десетобој - Лео Неугебауер — Десетобој - Кај Казмирек — Десетобој | Жене: - Ђина Лукенкемпер — 100 м, 4×100 м - Александра Бургхарт — 100 м - Јесика-Бјанка Весоли — 200 м - Софија Јунк — 200 м - Кристина Херинг — 800 м - Мајти Колберг — 800 м - Хана Клајн — 1.500 м - Катарина Трост — 1.500 м - Алина Рех — 5.000 м - Констанце Клостерхалфен — 5.000 м - Сара Бенфарес — 5.000 м - Каролина Крафцик — 400 м препоне - Геза Фелицитас Краузе — 3.000 м препреке - Леа Мајер — 3.000 м препреке - Татјана Пинто — 4×100 м - Ребека Хазе — 4×100 м - Корина Шваб — 4×400 м, 4х400 м (м+ж) - Елиса Лехлајтнер — 4×400 м - Јудит Францен — 4×400 м - Алис Шмит — 4×400 м, 4х400 м (м+ж) - Saskia Feige — 20 км ходање - Мари-Лоренс Јунгфлајш — Скок увис - Жаклин Очер — Скок мотком - Малајка Михамбо — Скок удаљ - Мерле Хомеир — Скок удаљ - Нел Екхард-Ноак — Троскок - Јеси Мадука — Троскок - Кристина Шваниц — Бацање кугле - Јулија Ритер — Бацање кугле - Клаудин Вита — Бацање диска - Шанис Крафт — Бацање диска - Кристин Пуденц — Бацање диска - Саманта Борута — Бацање кладива - Аника Мари Фукс — Бацање копља - Софија Вајсенберг — Седмобој |

## Освајачи медаља (2)

### Злато (1)
- Малајка Михамбо — Скок удаљ

### Бронза (1)
- Татјана Пинто, Александра Бургхарт, 
 Ђина Лукенкемпер, Ребека Хазе — штафета 4 х 100 м

## Резултати

### Мушкарци
| Атлетичар                                               | Дисциплина       | Лични рекорд | Квалификације | Квалификације | Полуфинале            | Полуфинале            | Финале                | Финале            | Детаљи |
| Атлетичар                                               | Дисциплина       | Лични рекорд | Резултат      | Место         | Резултат              | Место                 | Резултат              | Место             | Детаљи |
| ------------------------------------------------------- | ---------------- | ------------ | ------------- | ------------- | --------------------- | --------------------- | --------------------- | ----------------- | ------ |
| Јулиан Вагнер                                           | 100 м            | 10,11        | 10,21 (.201)  | 5. у гр. 4    | Нису се квалификовали | Нису се квалификовали | Нису се квалификовали | 32 / 67 (71)      |        |
| Овен Ансах                                              | 200 м            | 20,35        | 20,52         | 4. у гр. 7    | Нису се квалификовали | Нису се квалификовали | Нису се квалификовали | 24 / 44 (49)      |        |
| Марк Ројтер                                             | 800 м            | 1:44,71      | 1:50,75       | 6. у гр. 2    | Нису се квалификовали | Нису се квалификовали | Нису се квалификовали | 40 / 42 (45)      |        |
| Кристоф Кеслер                                          | 1.500 м          | 3:36,63      | 3:37,57       | 6. у гр. 1    | Нису се квалификовали | Нису се квалификовали | Нису се квалификовали | 19 / 41 (42)      |        |
| Сем Парсонс                                             | 5.000 м          | 13:21,17     | 13:24,50 кв   | 9. у гр. 2    |                       |                       | 13:45,89              | 15 / 41 (42)      |        |
| Максимилијан Торвирт                                    | 5.000 м          | 13:22,66     | 13:43,02      | 16. у гр. 1   | Нису се квалификовали | 28 / 41 (42)          |                       |                   |        |
| Мохамед Мохумед                                         | 5.000 м          | 13:03,18     | 13:52,00      | 19. у гр. 1   | Нису се квалификовали | 33 / 41 (42)          |                       |                   |        |
| Том Грешел                                              | Маратон          | 2:11:03      |               |               |                       |                       | 2:14:56 ЛРС           | 43 / 54 (63)      |        |
| Грегор Трабер                                           | 110 м препоне    | 13,21        | 13,81 (.803)  | 7. у гр. 3    | Није се квалификовао  | Није се квалификовао  | Није се квалификовао  | 32 /38 (40)       |        |
| Карл Бебендорф                                          | 3.000 м препреке | 8:23,28      | 8:25,73 ЛРС   | 8. у гр. 3    |                       |                       | Нису се квалификовали | 21 / 40 (41)      |        |
| Фредерик Роберт                                         | 3.000 м препреке | 8:15,58      | 8:45,55       | 12. у гр. 1   | 38 / 40 (41)          |                       | Нису се квалификовали |                   |        |
| Кевин Кранц, Јосхуа Хартман Овен Ансах Лукас Анса Пепра | 4 х 100 м        | 37,99 НР     | 38,83 (.822)  | 4. у гр. 1    | 11 / 13 (16)          |                       | Нису се квалификовали |                   |        |
| Марвин Шлегел Мануел Сандерс Марк Кох Патрик Шнајдер    | 4 х 400 м        | 2:59,86 НР   | 3:04,21       | 6. у гр. 2    | 11 / 13 (15)          |                       | Нису се квалификовали |                   |        |
| Кристофер Линке                                         | 20 км ходање     | 1:18:42      |               |               |                       |                       | Није завршио трку     | Није завршио трку |        |
| Карл Јунгханс                                           | 35 км ходање     | 2:31:37      | 2:38:50       | 34 / 40 (50)  |                       |                       |                       |                   |        |
| Карл Доман                                              | 35 км ходање     | 2:30:59      | 2:45:44       | 40 / 40 (50)  |                       |                       |                       |                   |        |
| Матеуш Пжибилко                                         | Скок увис        | 2.35         | 2,25 кв       | 6. у гр. Б    |                       |                       | 2,24                  | 12 / 26 (29)      |        |
| Тобијас Поти                                            | Скок увис        | 2,30         | 2,21          | 9. у гр. А    | Није се квалификовао  | 19 / 26 (29)          |                       |                   |        |
| Олег Церникел                                           | Скок мотком      | 5,80         | 5,75 кв       | 1. у гр. Б    | 5,87 ЛР               | 5 / 28 (32)           |                       |                   |        |
| Бо Канда Лита Бахре                                     | Скок мотком      | 5,90         | 5,75 кв       | 6. у гр. А    | 5,87                  | 7 / 28 (32)           |                       |                   |        |
| Торбен Блех                                             | Скок мотком      | 5,80         | Без пласмана  | Без пласмана  | Није се квалификовао  | Није се квалификовао  |                       |                   |        |
| Макс Хес                                                | Троскок          | 17,20        | 16,64         | 7. у гр. А    | Нису се квалификовали | 13 / 27 (29)          |                       |                   |        |
| Симон Бакер                                             | Бацање кугле     | 20,41        | 19,71         | 11. у гр. Б   | Нису се квалификовали | 23 / 29 (30)          |                       |                   |        |
| Мартин Вириг                                            | Бацање диска     | 68,33        | 62,28         | 6. у гр. Б    | Нису се квалификовали | 17 / 29 (30)          |                       |                   |        |
| Хенрик Јансен                                           | Бацање диска     | 66,25        | 61,85         | 8. у гр. Б    | Нису се квалификовали | 19 / 29 (30)          |                       |                   |        |
| Торбен Брант                                            | Бацање диска     | 66,18        | 54,11         | 14. у гр. А   | Нису се квалификовали | 29 / 29 (30)          |                       |                   |        |
| Тристан Швандке                                         | Бацање кладива   | 76,71        | 72,87         | 10. у гр А    | Нису се квалификовали | 22 / 28 (30)          |                       |                   |        |
| Јулиан Вебер                                            | Бацање копља     | 89,54        | 87,28 КВ      | 2. у гр. Б    | 86,86                 | 4 / 27 (28)           |                       |                   |        |
| Андреас Хофман                                          | Бацање копља     | 92,06        | Без пласмана  | Без пласмана  | Није се квалификовао  | Није се квалификовао  |                       |                   |        |

#### Десетобој
| Атлетичар      | Дисциплина | 100 м | Даљ  | Кугла     | Вис      | 400 м     | 110 м пр. | Диск  | Мотка     | Копље     | 1.500 м     | Укупно    | Пласман      | Белешка |
| -------------- | ---------- | ----- | ---- | --------- | -------- | --------- | --------- | ----- | --------- | --------- | ----------- | --------- | ------------ | ------- |
| Никлас Каул    | Резултат   | 11,22 | 7,09 | 14,52     | 2,05 ЛРС | 48,39 ЛРС | 14.27 ЛР  | 44,62 | 4,80      | 69,78 ЛРС | 4:13,.81 ЛР | 8.434 ЛРС | 6 / 18 (23)  |         |
| Никлас Каул    | Бодови     | 812   | 845  | 760       | 850      | 890       | 940       | 759   | 849       | 885       | 854         | 8.434 ЛРС | 6 / 18 (23)  |         |
| Лео Неугебауер | Резултат   | 11,07 | 7,46 | 15,83     | 1,99     | 48,34     | 14,86     | 51,88 | 4,80      | 52,80     | 4:48,41     | 8.182     | 10 / 18 (23) |         |
| Лео Неугебауер | Бодови     | 845   | 925  | 841       | 794      | 893       | 867       | 910   | 849       | 630       | 628         | 8.182     | 10 / 18 (23) |         |
| Кај Казмирек   | Резултат   | 11,19 | 7,49 | 14,29 ЛРС | 2,02     | 49,33     | 14,43     | 40,96 | 5,00 =ЛРС | 62,52     | 4:43,51     | 8.113 ЛРС | 12 / 18 (23) |         |
| Кај Казмирек   | Бодови     | 819   | 932  | 746       | 822      | 846       | 920       | 684   | 910       | 776       | 658         | 8.113 ЛРС | 12 / 18 (23) |         |
| Тим Новак      | Резултат   | 11,43 | 7,13 | 14,44     | 2,05     | 50,94     | 14,91     | 42,13 | БП        | 56,52     | 4:26,87     | 7.008     | 18 / 18 (23) |         |
| Тим Новак      | Бодови     | 767   | 845  | 755       | 850      | 772       | 860       | 708   | 0         | 686       | 765         | 7.008     | 18 / 18 (23) |         |

### Жене
| Атлетичарка                                                       | Дисциплина       | Лични рекорд | Квалификације     | Квалификације  | Полуфинале            | Полуфинале            | Финале                | Финале       | Детаљи |
| Атлетичарка                                                       | Дисциплина       | Лични рекорд | Резултат          | Место          | Резултат              | Место                 | Резултат              | Место        | Детаљи |
| ----------------------------------------------------------------- | ---------------- | ------------ | ----------------- | -------------- | --------------------- | --------------------- | --------------------- | ------------ | ------ |
| Ђина Лукенкемпер                                                  | 100 м            | 10,95        | 11,09 (.081) КВ   | 3. у гр. 2     | 11,02 (.080)          | 4. у гр. 3            | Није се квалификовала | 13 / 49      |        |
| Александра Бургхарт                                               | 100 м            | 11,01        | 11,29 (.286) ЛРС  | 6. у гр. 5     | Није се квалификовала | Није се квалификовала | Није се квалификовала | 31 / 49      |        |
| Јесика-Бјанка Весоли                                              | 200 м            | 22,89        | 22,87 кв          | 4. у гр. 1     | 23,33                 | 7. у гр. 3            | Није се квалификовала | 18 / 44 (45) |        |
| Софија Јунк                                                       | 200 м            | 22,87        | 23,27 (.263) ЛРС  | 5. у гр. 2     | Није се квалификовала | Није се квалификовала | Није се квалификовала | 28 / 44 (45) |        |
| Кристина Херинг                                                   | 800 м            | 1:59,41      | 2:01,63 (.630) кв | 4. у гр. 2     | 2:01,36               | 6. у гр. 2            | Није се квалификовала | 20 / 45      |        |
| Мајти Колберг                                                     | 800 м            | 1:59,24      | 2:01,21           | 4. у гр. 6     | Није се квалификовала | Није се квалификовала | Није се квалификовала | 12 / 45      |        |
| Хана Клајн                                                        | 1.500 м          | 4:05,60      | 4:05,13 КВ        | 5. у гр. 2     | 4:04,62               | 8. у гр. 1            | Нису се квалификовале | 11 / 42      |        |
| Катарина Трост                                                    | 1.500 м          | 4:04,29      | 4:03,53 КВ, ЛР    | 5. у гр. 3     | 4:05,85               | 7. у гр. 2            | Нису се квалификовале | 16 / 42      |        |
| Алина Рех                                                         | 5.000 м          | 15:04,10     | 15:13,92          | 10. у гр. 2    |                       |                       | Нису се квалификовале | 17 / 35 (37) |        |
| Констанце Клостерхалфен                                           | 5.000 м          | 15:17,78     | 15:28,65          | 8. у гр. 1     | 19 / 35 (37)          |                       | Нису се квалификовале |              |        |
| Сара Бенфарес                                                     | 5.000 м          | 15:22,56     | 16:34,23          | 18. у гр. 2    | 33 / 35 (37)          |                       | Нису се квалификовале |              |        |
| Каролина Крафцик                                                  | 400 м препоне    | 54,72        | 56,24 (.231)      | 5. у гр. 5     | Није се квалификовала | Није се квалификовала | Није се квалификовала | 24 / 36 (37) |        |
| Геза Фелицитас Краузе                                             | 3.000 м препреке | 9:03,30 НР   | 9:21,02 кв, ЛРС   | 7. у гр. 2     |                       |                       | 9:52,66               | 15 / 42      |        |
| Леа Мајер                                                         | 3.000 м препреке | 9:25,61      | 9:30,81           | 8. у гр. 1     | Није се квалификовала | 28 / 42               |                       |              |        |
| Татјана Пинто, Александра Бургхарт, Ђина Лукенкемпер, Ребека Хазе | 4 х 100 м        | 41,37 НР     | 42,44 КВ          | 3. у гр. 1 НРС | 42,03 НРС             |                       |                       |              |        |
| Корина Шваб Елиса Лехлајтнер Јудит Францен Алис Шмит              | 4 х 400 м        | 3:15,92 НР   | 3:30,48           | 6. у гр. 1     | Нису се квалификовале | 12 / 14 (16)          |                       |              |        |
| Saskia Feige                                                      | 20 км ходање     | 1:29:57      |                   |                |                       |                       | 1:32:12               | 15 / 36 (41) |        |
| Мари-Лоренс Јунгфлајш                                             | Скок увис        | 2,00         | 1,86 ЛРС          | 10. у гр. А    |                       |                       | Није се квалификовала | 21 / 28 (29) |        |
| Жаклин Очер                                                       | Скок мотком      | 4,60         | 4,50 кв, ЛРС      | 1. у гр. Б     | 4,45                  | 10 / 26 (28)          |                       |              |        |
| Малајка Михамбо                                                   | Скок удаљ        | 7,30         | 6,84 КВ           | 1. у гр. Б     | 7,12 ЛРС              |                       |                       |              |        |
| Мерле Хомеир                                                      | Скок удаљ        | 6,69         | 6,09              | 12. у гр. А    | Нису се квалификовале | 23 / 25 (28)          |                       |              |        |
| Нел Екхард-Ноак                                                   | Троскок          | 14,48        | 13,93             | 9. у гр. Б     | Нису се квалификовале | 20 / 28               |                       |              |        |
| Јеси Мадука                                                       | Троскок          | 14,00        | 13,30             | 14. у гр. А    | Нису се квалификовале | 27 / 28               |                       |              |        |
| Катарина Мајш                                                     | Бацање кугле     | 20,77        | 18,57             | 8. у гр. Б     | Нису се квалификовале | 13 / 29               |                       |              |        |
| Јулија Ритер                                                      | Бацање кугле     | 18,60        | 18,22             | 6. у гр. Б     | Нису се квалификовале | 15 / 29               |                       |              |        |
| Клаудин Вита                                                      | Бацање диска     | 66,64        | 64,98 КВ          | 3. у гр. Б     | 64,24                 | 5 / 30                |                       |              |        |
| Шанис Крафт                                                       | Бацање диска     | 65,88        | 62,31 КВ          | 2. у гр. А     | 63,07                 | 8 / 30                |                       |              |        |
| Кристин Пуденц                                                    | Бацање диска     | 67,10        | 64,39 КВ          | 4. у гр. Б     | 59,97                 | 11 / 30               |                       |              |        |
| Саманта Борута                                                    | Бацање кладива   | 72,14        | 67,48             | 12. у гр. А    | Није се квалификовала | 25 / 30               |                       |              |        |
| Аника Мари Фукс                                                   | Бацање копља     | 63,68        | 59,36 кв          | 4. у гр. А     | 56,46                 | 12 / 27 (29)          |                       |              |        |

#### Седмобој
| Дисциплина    | Софија Вајсенберг | Софија Вајсенберг | Софија Вајсенберг | Софија Вајсенберг | Софија Вајсенберг | Софија Вајсенберг |
| Дисциплина    | Лични рекорд      | Резултат          | Бод.              | Плас.             | Укупно            | Плас.             |
| ------------- | ----------------- | ----------------- | ----------------- | ----------------- | ----------------- | ----------------- |
| 100 м препоне | 13,56             | 13,51 ЛР          | 1.049             | 11.               | 1.049             | 11.               |
| Скок увис     | 1,85              | 1,74              | 903               | 11.               | 1.952             | 13.               |
| Бацање кугле  | 14,18             | 13,57             | 765               | 10.               | 2.717             | 12.               |
| 200 м         | 23,67             | 24,06             | 975               | 8.                | 3.692             | 9.                |
| Скок удаљ     | 6,49              | БП                | 0                 |                   | 3.692             | 14.               |
| Бацање копља  | 48,83             | НС                |                   |                   |                   |                   |
| 800 м         | 2:17,06           |                   |                   |                   |                   |                   |
| Седмобој      | 6.293             |                   |                   |                   | НЗ                |                   |

### Мешовито
| Атлетичари                                                         | Дисциплина | Лични рекорд | Квалификације | Квалификације | Полуфинале | Полуфинале | Финале                | Финале       | Детаљи |
| Атлетичари                                                         | Дисциплина | Лични рекорд | Резултат      | Место         | Резултат   | Место      | Резултат              | Место        | Детаљи |
| ------------------------------------------------------------------ | ---------- | ------------ | ------------- | ------------- | ---------- | ---------- | --------------------- | ------------ | ------ |
| Патрик Шнајдер (м) Корина Шваб (ж) Марвин Шлегел (м) Алис Шмит (ж) | 4 х 400 м  | 3:12,94 НР   | 3:16,80 НРС   | 5. у гр. 2    |            |            | Нису се квалификовали | 12 / 15 (16) |        |